# Чайлд, Джулия
Джулия Кэролин Чайлд (англ. Julia Carolyn Child, урождённая Макуильямс (англ. McWilliams); 15 августа 1912 — 13 августа 2004) — американский шеф-повар французской кухни, соавтор известной  кулинарной книги «Осваивая искусство французской кухни», ведущая на американском телевидении.

## Биография
Джулия Кэролин МакУильямс родилась в Пасадине, Калифорния, дочь Джона Макуильямса-младшего и его жены Джулии Кэролин Вестон, чей отец Байрон Вестон служил вице-губернатором штата Массачусетс. Старшая из троих детей, у неё был брат Джон III (1914—2002) и сестра Дороти Дин (1917—2006). Джулия посещала Westrige School, Polytechnic School, The Branson School. После окончания колледжа Смит в 1934 году со степенью бакалавра гуманитарных наук по истории, Чайлд переехала в Нью-Йорк, где работала копирайтером в рекламном отделе домашней мебели. Вернувшись в Калифорнию в 1937 году, она проводила время за написанием статей для местных изданий.

### Вторая мировая война
Джулия начала свою военную службу в Управлении стратегических служб, Джулия Чайлд работала для главы Управления, генерал-майора Уильяма Донована, в качестве научного сотрудника Отдела разведки, а затем в качестве помощника для разработчиков акульего яда. Её главным заданием было изобретение формулы противоакульего средства, им обмазывали морские мины, что позволило сохранить множество мин (они часто взрывались, когда на них натыкались акулы).

### Пол Чайлд
Со своим будущим мужем Полом Чайлдом Джулия познакомилась на острове Цейлон, где в её обязанности входили «регистрация, каталогизация и распределение больших объёмов засекреченной связи», подпольной станции управления в Азии. Позднее она была направлена в Китай, где получила Знак Заслуг в Гражданской Службе в качестве главы секретариата управления.
Полу Чайлду был 41 год, он свободно говорил на нескольких языках и был знатоком европейской гастрономии. Они поженились 1 сентября 1946 года в штате Пенсильвания, после чего переехали в Вашингтон. На судьбу Джулии повлиял перевод её мужа на работу оформителем выставок в американском посольстве, когда они отправились в Париж в 1948 году. К тому времени Пол Чайлд стал дипломатом, а Джулия Чайлд — посольской женой.

### Франция
В порту Гавра они пересели в автомобиль и направились в Париж. Их первая остановка была в Руане, в ресторане «Корона». Пол Чайлд заказал для Джулии простейшее блюдо — «sole meuniere» — палтус, обвалянный в яйце и в муке и зажаренный на сливочном масле. Джулия ела палтуса раньше, но тот палтус даже отдалённо не напоминал блюдо, поданное ей в «Короне». Секрет, как и во всей французской кухне, был в деталях: свежайшая рыба, свежайшее яйцо, тончайший слой муки и ароматные приправы. Она была удивлена и шутила потом: «Это был праздник моего крещения». После этого она стала интересоваться французской кухней.
Не обладая врождённым талантом кулинара и изучая французский язык по кулинарным книгам, Джулия отправилась на курсы шеф-поваров. Парижская школа «Кордон Блё» была самой дорогой во Франции, но Джулии обучение оплатило государство. Англоязычные кулинарные классы вёл шеф-повар Макс Буньяр. За время своего обучения Чайлд начала понимать, как надо учить и учиться готовить, но свой выпускной экзамен сдала со второго раза, забыв два рецепта, которые надо было знать наизусть. Владелица школы мадам Брассарт, никогда не верившая в её способности, позволила прийти на экзамен повторно после тренировок в «Школе трёх гурманов».

## Осваивая искусство французской кухни
В 1951 году Чайлд вместе с Симоной Бэк, родившейся и получившей образование во Франции, и Луизеттой Бертолль, полуамериканкой, полуфранцуженкой, открыла кулинарную школу для американок в Париже — «Школу трёх гурманов» (L’Ecole des Trois Gourmandes). Дело пошло настолько хорошо, что навело Джулию на мысль обобщить этот опыт в книге. Также, одним из первых бестселлеров 1950-х была книга «Радость кулинарии» (Joy of Cooking) Ирмы Ромбауэр и Марион Бекер, впервые изданная в 1951 году (позже Ирму пригласили посетить их школу и дать несколько советов о том, как лучше вести дела с издателем). 
После 10 лет родилась книга, которая произвела революцию в американской кулинарии: «Осваивая искусство французской кухни» («Уроки французской кулинарии», Mastering the Art of French Cooking).
Первое издание вышло в 1961 году в нью-йоркском издательстве «Кнопф». Это была огромная рукопись, которую с трудом взялись напечатать (к примеру, рецепт только знаменитого «биф бургиньон» (мясо по-бургундски) занимал почти 10 страниц) — но никто не хотел знать о французской кухне так много. Позже Джулия опишет эти разногласия в своих мемуарах «Моя жизнь во Франции».
Второе издание 1970 года расширилось некоторыми темами, которые авторы планировали опубликовать ещё в первом томе, в частности то, что касается выпечки. Луизетта Бертолль занялась другими проектами, а Джулия Чайлд уже только с Симоной Бэк учились под руководством профессора Раймона Калвеля, французского пекаря. В результате во втором томе мучные изделия были описаны более подробно. Вместе эти два тома считаются одной из наиболее влиятельных работ в истории американской кулинарии и Джулии Чайлд в частности.

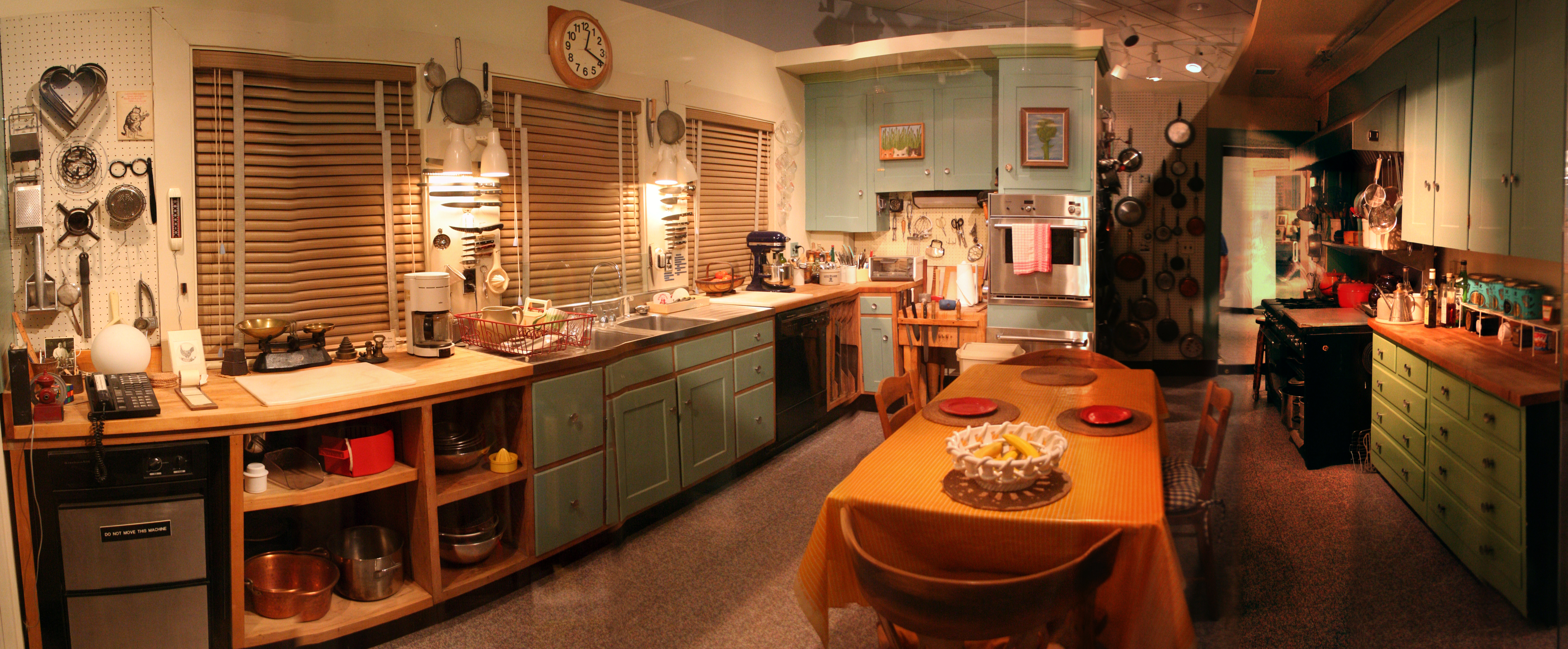
Кухня Джулии Чайлд, перевезённая в Национальный музей Американской истории в Вашингтоне

## Телевидение
Когда в ноябре 1961 года, перед Рождеством, было раскуплено 30 тысяч экземпляров книги, началась кулинарная карьера Джулии Чайлд. Это был скромный успех по сравнению с тем, который ждал её на экранах телевизоров с программой «Французский Шеф-повар» (The French Chef).
В 1962 году Джулию пригласили выступить в передаче «Что мы читаем», где предполагалось обсуждение её книги. Но Джулия привезла с собой на студию электроплитку, сковороды и две дюжины яиц. Она продемонстрировала приготовление своего знаменитого «L’Omelette Roulle». На студии поняли, что шанс упускать нельзя, и выпустили несколько кулинарных шоу с Джулией Чайлд.

## Знаменитые фразы
- Bon Appétit! — Приятного аппетита!

## Награды
- 2000 — Французский Орден Почётного легиона
- 2003 — Американская Президентская медаль свободы
- Почётные докторские степени в Гарвардском университете
- Почётные докторские степени в Брауновском университете
- Почётные докторские степени в Johnson & Wales University
- Почётные докторские степени в колледже Смит

## В культуре
- Джули и Джулия: Готовим счастье по рецепту (2009) — Джулию Чайлд сыграла Мерил Стрип, за роль которой получила «Золотой глобус» и номинацию на «Оскар».
- Джулия (2022) — Джулию Чайлд играет британская актриса Сара-Джейн Эбигейл Ланкашир.

## Работы

### Телевидение
- The French Chef (1963—1973)
- Julia Child & Company (1978—1979)
- Julia Child & More Company (1980—1982)
- Dinner at Julia’s (1983—1985)
- The Way To Cook (1989)
- A Birthday Party for Julia Child: Compliments to the Chef (1992)
- Cooking with Master Chefs: Hosted by Julia Child (1993—1994)
- Cooking In Concert: Julia Child & Jacques Pepin (1993)
- In Julia’s Kitchen with Master Chefs (1994—1996)
- Baking with Julia (1996—1998)
- Julia & Jacques Cooking at Home (1999—2000)
- Julia Child’s Kitchen Wisdom, (2000)

### DVD
- Julia Child’s Kitchen Wisdom (2000)
- Julia and Jacques: Cooking at Home (2003)
- Julia Child: America’s Favorite Chef (2004)
- The French Chef: Volume One (2005)
- The French Chef: Volume Two (2005)
- Julia Child! The French Chef (2006)
- The Way To Cook (2009)
- Baking With Julia (2009)

### Книги
- Mastering the Art of French Cooking, Volume One (1961), с Симоной Бэк и Луизеттой Бертолль
- Mastering the Art of French Cooking, Volume Two (1970), с Симоной Бэк
- The French Chef Cookbook (1968)
- From Julia Child’s Kitchen (1975)
- Julia Child & Company (1978)
- Julia Child & More Company (1979)
- The Way To Cook (1989)
- Julia Child’s Menu Cookbook (1991)
- Cooking With Master Chefs (1993)
- In Julia’s Kitchen with Master Chefs
- Baking with Julia (1996)
- Julia’s Delicious Little Dinners (1998)
- Julia’s Menus For Special Occasions (1998)
- Julia’s Breakfasts, Lunches & Suppers (1999)
- Julia’s Casual Dinners (1999)
- Julia and Jacques Cooking at Home (1999), с Жаком Пепином
- Julia’s Kitchen Wisdom (2000)
- My Life in France (2006)
- American Food Writing: An Anthology with Classic Recipes (2007)
- Appetite for Life : The Biography of Julia Child (1997)
- Gifts of Age: 32 Remarkable Women (1985)